# Hermann Ehrenberg (Historiker)
Hermann Karl Adolf Ehrenberg (* 7. März 1858 in Halle / Saale; † 23. April 1920 in Münster) war ein deutscher Historiker und Kunsthistoriker.

## Leben
Ehrenberg war der Sohn eines Regierungsassessors und Stadtrates. Er besuchte das Stadtgymnasium Halle und die Landesschule Pforta in Naumburg. Voon 1877 bis 1883 studierte er Geschichte und Kunstgeschichte in Halle, Berlin und Leipzig, wo er 1882 promoviert wurde. Anschließend arbeitete er im Staatsarchiv Posen, bevor er 1889 Archivar II. Klasse im Staatsarchiv Königsberg wurde. Von 1889 bis 1890 unternahm Ehrenberg eine Studienreise nach Italien. 1894 wurde er in Königsberg habilitiert. Von 1900 bis 1902 war er außerordentlicher Professor an der Universität in Königsberg, bevor er als Archivar an das Staatsarchiv Münster ging. Zugleich war er dort außerordentlicher Honorar-Professor der Kunstgeschichte und der neueren allgemeinen Geschichte. 1904 wurde er dann Ordinarius der Kunstgeschichte an der Universität Münster und zugleich Direktor des „Kabinetts für mittelalterliche und neuere Kunst“. 1917/1918 war er Rektor der Universität Münster.

## Schriften (Auswahl)
- Der deutsche Reichstag in den Jahren 1273–1378: ein Beitrag zur deutschen Verfassungsgeschichte. Veit, Leipzig 1883 (Historische Studien; 9) (Digitalisat).
- Zur Geschichte der geistigen Getränke, insbesondere des Bieres in Stadt und Provinz Posen. In: Zeitschrift der Historischen Gesellschaft für die Provinz Posen, 1885, Band 1, S. [493]–505.
- (Hrsg.): Urkunden und Aktenstücke zur Geschichte der in der heutigen Provinz Posen vereinigten ehemals polnischen Landestheile. Veit, Leipzig 1892.
- Geschichte der Kunst im Gebiet der Provinz Posen. Berlin 1893  wbc Poznań Archive
  - auch. In: Zeitschrift für Bauwesen. Nr. 4, 1893, Sp. 241–276 (zlb.de). (Fortsetzung). In: Zeitschrift für Bauwesen. Nr. 7, 1893, Sp. 371–394 (zlb.de). (Fortsetzung). In: Zeitschrift für Bauwesen. Nr. 10, 1893, Sp. 481–540 (zlb.de).
- Das Posener Theater in südpreußischer Zeit. In: Zeitschrift der Historischen Gesellschaft für die Provinz Posen, 1894, Band 9, S. [27]–90.
- (Hrsg.): Italienische Beiträge zur Geschichte der Provinz Ostpreussen. Beyer, Königsberg 1895.
- Die Kunst am Hofe der Herzöge von Preußen. Giesecke & Devrient, Leipzig 1899 (Digitalisat).
- Die Schlosskirche zu Königsberg i. Pr.: Festschrift der Altertumsgesellschaft Prussia zur zweihundertjährigen Jubelfeier der preussischen Königs-Krönung. Gräfe & Unzer, Königsberg 1901.
- Handbuch der Kunstgeschichte. Weber, Leipzig 1906 (Webers illustrierte Katechismen; 87).
- Moderne Denkmalpflege und die Burg Altena. Univ.-Buchhandl. Coppenrath, Münster 1907.
- zusammen mit Heinrich Hartmann: Grundriß der Kunstgeschichte für den Gebrauch an höheren Mädchenschulen und Lyzeen. Verlagsbuchhandlung von J.J. Weber, Leipzig 1909.
- Der Krieg und die Kunst. Borgmeyer, Münster 1915 (Kriegsvorträge der Universität Münster; 8).
- Staat und Kunst: akademische Festrede aus Anlaß des Geburtstages Seiner Majestät des Kaisers und Königs gehalten am 27. Januar 1918. Coppenrath, Münster 1918.
- Deutsche Malerei und Plastik von 1350–1450: neue Beiträge zu ihrer Kenntnis aus dem ehemaligen Deutschordensgebiet. Schroeder, Bonn [u. a.] 1920.